# Лагунов, Александр Васильевич
Александр Васильевич Лагунов (род. 1933, Архангельская область) — слесарь-монтажник Северного машиностроительного предприятия министерства судостроительной промышленности СССР, Герой Социалистического Труда (1971).
Родился 31 августа 1933 года в деревне Верхонковская Верхнетоемского района Архангельской области.
В 1951 году окончил ремесленное училище № 1 в городе Молотовск (ныне — Северодвинск) Архангельской области.
С 1951 года работал на заводе № 402 (производственное объединение «Северное машиностроительное предприятие») слесарем-монтажником цеха № 42. Его бригада выполняла монтаж и испытания систем воздуха высокого давления.
В 1970 году без отрыва от производства окончил Северодвинский политехнический техникум по специальности «судовые машины и механизмы».
Участвовал в строительстве эсминцев, крейсеров и атомных подводных лодок 1, 2 и 3-го поколений, в том числе первой советской атомной подводной лодки К-3 и АПЛ проекта 661 «Золотая рыбка».
Закрытым Указом Президиума Верховного Совета СССР от 26 апреля 1971 года за выдающиеся заслуги в выполнении заданий пятилетнего плана присвоено звание Героя Социалистического Труда.
Награждён орденом Трудового Красного Знамени (23.07.1959), медалями.
С 1989 год на пенсии.
На открытой в 2010 году Аллее Героев Северодвинска установлена Памятная стела в его честь.